# Kraljevec Radobojski
Kraljevec Radobojski est un village de la municipalité de Radoboj (comitat de Krapina-Zagorje) en Croatie. Au recensement de 2011, le village comptait 49 habitants.